# Pädagogische Hochschule Tirol

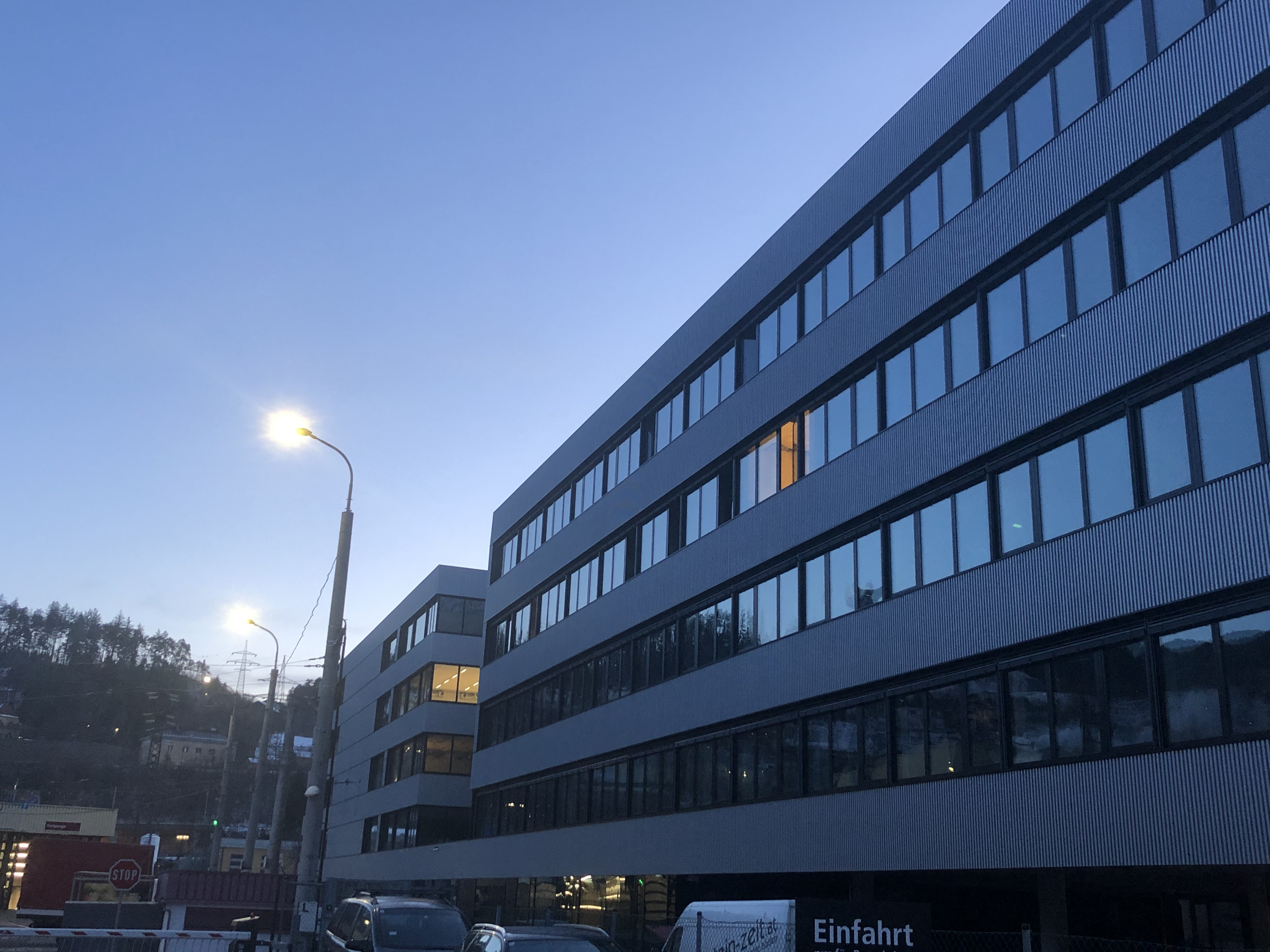
Pädagogische Hochschule Tirol (von der Pastorstraße gesehen, 2020)

Die Pädagogische Hochschule Tirol (PH Tirol) ist als (tertiäre) Bildungseinrichtung zuständig für die Aus-, Fort- und Weiterbildung von Lehrpersonen und Pädagogen aller Schularten und Schulstufen in Tirol, Österreich, und eine Einrichtung des Bundes. Rektorin der größten Pädagogischen Hochschule Westösterreichs ist Regine Mathies.

## Geschichte
Die Pädagogische Hochschule Tirol wurde am 1. Oktober 2007 in Innsbruck aus der Zusammenlegung der Pädagogischen Akademie mit den ehemals für die Fort- und Weiterbildung zuständigen Pädagogischen Instituten und der Berufspädagogischen Akademie gegründet.
Im Juni 2022 wurde Regine Mathies von Minister Martin Polaschek mit der Führung der Pädagogischen Hochschule betraut. Mit 1. Oktober 2023 wurde sie als Nachfolgerin von Thomas Schöpf Rektorin der Pädagogischen Hochschule Tirol.

## Aufgaben
An der Pädagogischen Hochschule Tirol werden Studien für die Lehrämter in den Schulen der Primarstufe (Volksschule und Sonderschule), in den Schulen der Sekundarstufe Allgemeinbildung (Neue Mittelschule, Sonderschule, Polytechnische Schule und Allgemeinbildende höhere Schule) sowie Lehrämter im Bereich der Sekundarstufe Berufsbildung (Berufsschule, mittlere und höhere Schulen) angeboten.
Die Pädagogische Hochschule Tirol bietet auch ein Fort- und Weiterbildungsprogramm für Lehrer und Elementarpädagogen sowie auch in allgemein pädagogischen Angelegenheiten der Betreuung von Kindern und Jugendlichen sowie der Erwachsenenbildung.
Die Pädagogische Hochschule Tirol sieht sich als Mitglied der Scientific Community. Sie initiiert Forschungsprojekte und beteiligt sich auf nationaler, europäischer und internationaler Ebene an Forschungsprojekten anderer Bildungsinstitutionen.

## Studiengänge

### Studienangebot
Das Bachelorstudium umfasst gemäß § 8 Abs. 2 Hochschulgesetz 2005 240 ECTS-Credits und schließt mit dem akademischen Grad Bachelor of Education (BEd) ab:
- Bachelorstudium Elementarpädagogik – Frühe Bildung (in Kooperation mit der Pädagogischen Hochschule Vorarlberg und der Kirchlichen Pädagogischen Hochschule Edith Stein),
- Bachelorstudium Lehramt Primarstufe
- Bachelorstudium Lehramt Sekundarstufe Allgemeinbildung (jeweils für die Fachbereiche „Berufsorientierung und Lebenskunde“, „Ernährung und Haushalt“, „Technik und Design“ (ehem. Technisches und Textiles Werken"))
- Bachelorstudium Lehramt Sekundarstufe Berufsbildung – Duale Berufsausbildung sowie Technik und Gewerbe (Berufsschullehrer)
- Bachelorstudium Lehramt Sekundarstufe Berufsbildung – Fachbereich Ernährung
- Bachelorstudium Lehramt Sekundarstufe Berufsbildung – Fachbereich Information und Kommunikation (Angewandte Digitalisierung)
- Facheinschlägige Studien ergänzendes Bachelorstudium (Berufsbildung)

### Masterstudien
- Masterstudium Lehramt Primarstufe
- Masterstudien Sekundarstufe Berufsbildung (Medienpädagogik, Erwachsenenbildung, Inklusion, Ernährung)
- Masterstudium Sekundarstufe Allgemeinbildung

Die Pädagogische Hochschule Tirol ist Kooperationspartnerin im Ausbildungsverbund „LehrerInnenbildung West“, in dem die Lehramtsstudien für die Sekundarstufe Allgemeinbildung von der Universität Innsbruck, vom Mozarteum Salzburg, der KPH ES und der PHT gemeinsam angeboten und durchgeführt werden.

### Hochschullehrgänge
u.a. zur Ausbildung von Freizeitpädagogen oder von Erziehenden in der Lernhilfe

### Fort- und Weiterbildung
Die Fort- und Weiterbildung umfasst Hochschullehrgänge sowie verschiedenste Fortbildungsveranstaltungen für Landeslehrer sowie für Bundeslehrer und Elementarpädagogen.

### Institute
- Institut für Elementarpädagogik
- Institut für Primarpädagogik
- Institut für Sekundarpädagogik Allgemeinbildung
- Institut für Berufspädagogik
- Institut für Personal- und Organisationsentwicklung

Standort Pastorstraße 7, 6010 Innsbruck
Seit 2021 sind alle Organisationseinheiten – das Rektorat, die Institute und Stabsstellen, die Praxisvolks- und Praxismittelschule – sowie die Seminar- und Unterrichtsräume der Hochschule an einem Standort am Bildungscampus in der Pastorstraße vereint.